# Гімназія № 1 імені К. Д. Ушинського у Сімферополі
Гімназія № 1 ім. Ушинського Сімферопольської міської ради Автономної Республіки Крим — найстаріша гімназія Криму.
Заснована 1 вересня 1812 року у місті Сімферополі.

## Історія
До 1920 року це була чоловіча казенна гімназія, у роки Кримської війни більша частину школи віддали під шпиталь.
1870 — на з'їзд вчителів Таврійської губернії виступив Костянтин Ушинський. На честь цієї події школа назвали на його честь.
1920 — гімназія стає 7-річною загальноосвітньою школою, згодом — 10-річною.
1941-1944 — учні школи організували штаб підпільно-патріотичної групи «Особова диверсійна» на чолі з Василієм Бабієм (нині почесний громадянин Сімферополя, кандидат технічних наук). На одній із меморіальних таблиць написані імена вбитих нацистами: Боронаєв В. Є., Боронаєв Л. Є., Волошинов І. М., Григор'єва В. В., Дацун В. В., Кусакін С. Н., Рожков Ю. В., Савватієв О. А., Самойленко Л. Є.
1968 — відкрили музей школи, де показана її історія з 1812 року до сьогодні.
1980 — збудовано новий корпус школи
1991 — розпорядженням уряду Криму школі повернули статус гімназії
2008 — гімназію визнали найкращою в номінації «школа шкіл».

## Сьогодення
Зараз гімназія розташована у двох корпусах — старому, побудованому у 1930-х роках, та новому (1980).
Директор — Ковальов Ігор Васильович.
У гімназії працюють вчителі: Є. Г. Лук'янова, Г. В. Мірошниченко, С. А. Решетов, С. А. Белявський, А. Ю. Манаєв, Є. А. Кваша, І. В. Гребенникова, Л. Я. Бойчук, Н. Б. Антонова, Л. І. Емірова та ін. Особливої уваги заслуговує Барабашкина Людмила Яківна — незмінний керівник шкільного музею.

## Видатні випускники Гімназії
- Айвазовський Іван Костянтинович — відомий художник-мариніст
- Микола Андрійович Арендт — доктор медичних наук, один з засновників теорії повітряного плавання у Російський імперії
- Євген Володимирович Вульф — вчений-ботанік, біогеограф, флорист
- Ісмаїл Гаспринський — видатний кримськотатарський просвітник, письменник, педагог, культурний та громадсько-політичний діяч
- Генріх Йосипович Графтіо — інженер-енергетик, академік АН СРСР
- Микола Севастьянович Державін — філолог, радянський дипломат
- Ананій Зайончковський — тюрколог, академік Польської АН
- Адольф Абрамович Йоффе — видатний радянський дипломат
- Курчатов Ігор Васильович — фізик, академік АН СРСР, тричі Герой Соціалістичної Праці
- Володимир Мартіно — видатний зоолог та фауніст.
- О. О. Стевен — член кримського уряду у 1919 році
- Спендіаров Олександр Опанасович — композитор, засновник вірменської інструментальної музики
- Дмитро Миколайович Овсянико-Куликовський — літератор, санскритолог

## Видатні вчителі
- Менделєєв Дмитро Іванович — видатний хімік
- Ящуржинський Хрисанф Петрович — археолог
- І. І. Казас — видатний діяч караїмського народу
- І. П. Деркачів — український діяч, автор «Української граматики для початкового навчання»
- А. І. Маркевич — автор путівника по Криму, вчитель російської мови
- Є. Л. Марков — директор гімназії, автор «Нарисів Криму»